# Gahnia rigida
Gahnia rigida là loài thực vật có hoa trong họ Cói. Loài này được Kirk mô tả khoa học đầu tiên năm 1877.